# Nephasoma filiforme
Nephasoma filiforme är en stjärnmaskart som först beskrevs av Sluiter 1902.  Nephasoma filiforme ingår i släktet Nephasoma och familjen Golfingiidae. Inga underarter finns listade i Catalogue of Life.